# Prisma pentagonal biaumentado
En geometría, el prisma pentagonal biaumentado es uno de los sólidos de Johnson (J53). Como sugiere su nombre, puede construirse aumentando dos veces un prisma pentagonal mediante la fijación de pirámides cuadradas (J1) a dos de sus caras ecuatoriales no adyacentes. (El sólido que se obtiene mediante la fijación de pirámides a las caras ecuatoriales adyacentes no es convexo, y por tanto no es un sólido de Johnson.)
Los 92 sólidos de Johnson fueron nombrados y descritos por Norman Johnson en 1966.